# Aretha (album de 1980)
Pour les articles homonymes, voir Aretha.
Albums de Aretha Franklin
La Diva
(1979) Love All the Hurt Away
(1981)
Singles
1. United Together
Sortie : octobre 1980
2. What a Fool Believes
Sortie : février 1981
3. Come to Me
Sortie : mai 1981

Aretha est le vingt-neuvième album studio de la chanteuse américaine Aretha Franklin. Sorti en octobre 1980, il s'agit de son premier album sorti chez Arista Records, après douze ans passés chez Atlantic.

## Titres
| 1. | Come to Me                  | Gene Price (en)                          | 3:42 |
| 2. | I Can't Turn You Loose (en) | Otis Redding                             | 3:55 |
| 3. | United Together             | Phil Perry, Chuck Jackson                | 5:02 |
| 4. | Take Me with You            | Phil Perry, Terry Coleman, Chuck Jackson | 4:05 |
| 5. | Whatever It Is              | Mary Gary, Eddie Setser, Jerry Michael   | 3:38 |

| 6. | What a Fool Believes | Kenny Loggins, Michael McDonald                      | 5:13 |
| 7. | Together Again       | Aretha Franklin, Phil Perry, Chuck Jackson           | 3:34 |
| 8. | Love Me Forever      | Aretha Franklin, Patrick Henderson (en), Kenny Moore | 4:47 |
| 9. | School Days          | Aretha Franklin                                      | 4:54 |

## Musiciens
- Vernon Black, Cornell Dupree, Paul Jackson, Jr., Steve Lukather, Greg Poree, Doc Powell, Keith Richards, Allen Rogen, David T. Walker (en), Teddy White, David Williams (en), Ronnie Wood : guitare
- Francisco Centeno, Tony Coleman, Scott Edwards, Randy Jackson, Louis Johnson, James Jamerson, Mike Porcaro : basse
- Tony Coleman, James Gadson, Ed Greene, Yogi Horton (en), Steve Jordan, Jeff Porcaro, Bernard Purdie : batterie
- George Devens, Greg Gonaway, Darryl Jackson, Jason Martin, Raul Rekow, Orestes Vilato : percussions
- Walter Afanasieff, Bob Christianson, Todd Cochrane, Tony Coleman, Aretha Franklin, David Foster, Preston Glass (en), Nick Johnson, Michael Lang, Chuck Leavell, David Paich, Steve Porcaro, David Sancious, Richard Tee : claviers
- Michael Brecker, Louis del Gatto, Kenny G, Eddie Mininfeld, David "Fathead" Newman, Seldon Powell (en), Marc Russo, David Sanborn, David Tofani : saxophones
- Randy Brecker, Lew Soloff : trompette
- Barry Rogers, Wayne Wallace : trombone
- Jerry Hey : cuivres
- John Clark, Peter Gordon : cor d'harmonie
- Jonathan Abramowitz, Jack Barber, A. Brown, Peter Dimitriades, Harold Kohon, Harry Lookofsky, Joseph Malin, Alan Shulman, Mitsue Takayama, Gerald Tarack, M. Wright, Frederick Zlotkin, F. Zoltin : cordes
- Arif Mardin, Benjamin Wright : arrangements des cordes et cuivres
- Kitty Beethoven, Ortheia Barnes, Estelle Brown, Tony Coleman, Brenda Corbett, Preston Glass, Larry Graham, Jennifer Hall, Chuck Jackson, Liz Jackson, Randy Jackson, Edie Lehmann, Myrna Matthews, Marti McCall, Claytoven Richardson, Esther Ridgeway, Gloria Ridgeway, Sylvia Shemwell, Myrna Smith, Hamish Sutart, The Sweet Inspirations, Jeanie Tracy : chœurs